# Austin Spurs 2015-2016
La stagione 2015-16 degli Austin Spurs fu la 15ª nella NBA D-League per la franchigia.
Gli Austin Spurs vinsero la Southwest Division con un record di 30-20. Nei play-off vinsero la semifinale di conference con i Rio Grande Valley Vipers (2-1) perdendo poi la finale di conference con i Los Angeles D-Fenders (2-1).

## Roster
| N° | Naz.                   | Ruolo | Sportivo             | Anno | Alt. | Peso |
| -- | ---------------------- | ----- | -------------------- | ---- | ---- | ---- |
| 5  | Stati Uniti (bandiera) | G     | Ray McCallum         | 1991 | 191  | 86   |
| 7  | Stati Uniti (bandiera) | G     | Bryce Cotton         | 1992 | 183  | 74   |
| 8  | Stati Uniti (bandiera) | G     | Keifer Sykes         | 1993 | 183  | 82   |
| 10 | Stati Uniti (bandiera) | G     | Brandon Fields       | 1988 | 193  | 88   |
| 10 | Stati Uniti (bandiera) | G     | Mfon Udofia          | 1990 | 188  | 88   |
| 11 | Stati Uniti (bandiera) | G     | Demetri McCamey      | 1989 | 191  | 93   |
| 14 | Stati Uniti (bandiera) | A     | Julian Washburn      | 1991 | 203  | 95   |
| 16 | Stati Uniti (bandiera) | GA    | Jarell Eddie         | 1991 | 201  | 100  |
| 16 | Stati Uniti (bandiera) | GA    | Wesley Saunders      | 1993 | 196  | 98   |
| 17 | Stati Uniti (bandiera) | G     | Jonathon Simmons     | 1989 | 198  | 88   |
| 22 | Stati Uniti (bandiera) | GA    | Lamar Patterson      | 1991 | 196  | 102  |
| 23 | Stati Uniti (bandiera) | A     | Deshaun Thomas       | 1991 | 201  | 98   |
| 25 | Haiti (bandiera)       | C     | Cady Lalanne         | 1992 | 208  | 110  |
| 27 | Stati Uniti (bandiera) | G     | Tim Hardaway         | 1992 | 198  | 93   |
| 30 | Camerun (bandiera)     | C     | Jean Victor Nguidjol | 1994 | 208  | 104  |
| 31 | Stati Uniti (bandiera) | G     | Nick Johnson         | 1992 | 191  | 91   |
| 33 | Stati Uniti (bandiera) | G     | Orlando Johnson      | 1989 | 196  | 100  |
| 35 | Senegal (bandiera)     | C     | Youssou Ndoye        | 1991 | 213  | 113  |
| 40 | Capo Verde (bandiera)  | C     | Walter Tavares       | 1992 | 221  | 120  |
| 41 | Senegal (bandiera)     | C     | Saer Sene            | 1986 | 211  | 104  |
| 41 | Stati Uniti (bandiera) | A     | Keith Wright         | 1989 | 203  | 109  |
| 42 | Australia (bandiera)   | AC    | Cameron Bairstow     | 1990 | 208  | 114  |
| 59 | Serbia (bandiera)      | C     | Boban Marjanović     | 1988 | 221  | 132  |

## Staff tecnico
- Allenatore: Ken McDonald
- Vice-allenatori: A.J. Diggs, Patrick Mutombo
- Preparatore atletico: Keith Abrams